# Etal Castle
Etal Castle er en middelalderborgruin i landsbyen Etal i Northumberland i England. Den blev opført omkring år 1341 af Robert Manners og bestod af et beboelsestårn, en portbygning og et hjørnetårn, der var beskyttet af en ringmur. Fæstningen var med både i en lokal fejde og grænsekrige mellem England og Skotland: Der var et slag mellem de to rivaliserende familier Manner og Heron uden for murene i 1428, og i 1513 blev den erobret af kong Jakob 4. af Skotland under hans invasion af England.
Fæstningen overgik til Kronen i 1547, og der blev lagt en garnison der som en del af grænseforsvaret, men den gik i forfald og blev forladt som fæstning efter 1603. I 1700-tallet ophørte den som beboelse og blev en ruin. I 2000-tallet er den ejet af Joicey-familien, men drives af English Heritage. Den er åben for offentligheden og er fredet som ancient monument og er en listed building af første grad.